# Aire urbaine de Fréjus
L'aire urbaine de Fréjus est une aire urbaine française centrée sur la ville de Fréjus.

## Caractéristiques
D'après la définition qu'en donne l'INSEE, l'aire urbaine de Fréjus est composée de 3 communes, situées dans le Var. Ses 92 598 habitants en font la 90e aire urbaine de France en 2011.
Les 3 communes de l'aire urbaine sont des pôles urbains.
Le tableau suivant détaille la répartition de l'aire urbaine sur le département (les pourcentages s'entendent en proportion du département) :
| Département | Communes | Communes (%) | Superficie (km²) | Superficie (%) | Population (2011) | Population (%) |
| ----------- | -------- | ------------ | ---------------- | -------------- | ----------------- | -------------- |
| Var         | 3        | 2,0          | 218,76           | 3,7            | 92 598            | 9,3            |

## Communes
Voici la liste des communes françaises de l'aire urbaine de Fréjus.
| Code INSEE | Commune          | Type        | Département | Superficie (km²) | Population (2011) | Densité (hab./km²) |
| ---------- | ---------------- | ----------- | ----------- | ---------------- | ----------------- | ------------------ |
| 83061      | Fréjus           | Pôle urbain | Var         | +0102,27         | +00052 344,       | +00515,            |
| 83099      | Puget-sur-Argens | Pôle urbain | Var         | +0026,9          | +0 0006 630,      | +00255,            |
| 83118      | Saint-Raphaël    | Pôle urbain | Var         | +0089,59         | +00033 624,       | +00380,            |
|            | Total            |             |             | +0218,76         | +00092 598,       | +00427,            |